# Billy Crawford
Pour les articles homonymes, voir Crawford.
Billy Crawford, né le 16 mai 1982 à Manille, est un acteur et chanteur philippin.
Il a connu le succès en France avec les singles Trackin, When You Think About Me, You Didn't Expect That et Me passer de toi (Someone Like You), extraits de son second album Ride paru en 2001. 
Depuis 2010, il présente Pilipinas Got Talent, la version philippine d'Incroyable Talent ainsi que Your Face Sounds Familiar depuis 2015. Il connaît également le succès grâce à une série de films commerciaux.
En 2022, il est le vainqueur de la douzième saison de l'édition française de l'émission Danse avec les stars, avec la danseuse Fauve Hautot.

## Biographie

### Enfance et débuts de carrière
Billy Crawford est découvert dans un bowling de Manille à l'âge de 3 ans et commence à jouer des petits rôles dans des films aux Philippines. Arrivé aux États-Unis à 11 ans, il devient à 14 ans l'un des danseurs de Michael Jackson lors des MTV Video Music Awards 1995.
En 1999, il signe une reprise de Gotta catch'em all, le premier générique du dessin animé Pokémon, à l'occasion du premier film de la franchise. La chanson peut être entendue en introduction de la version américaine du film.

### Succès musical et au cinéma
Au début des années 2000, il connaît le succès en France avec les singles Trackin, When You Think About Me, You Didn't Expect That et Me Passer De Toi (Someone Like You) extraits de son deuxième album Ride paru en 2001.
En 2004, il revient avec son troisième album Big City contenant les singles Bright Lights et Steamy Nights, qui obtiennent un succès relatif. En parallèle, il prête également sa voix au personnage de Dean pour le premier épisode de saison 3 de la série animée à succès Totally Spies!.
Il a tenu en 2005 un rôle dans le film L'Exorciste : aux sources du mal de Paul Schrader. La même année, il parcourt la France pour la tournée Big City Tour avec un passage au Zénith de Paris le 20 mars.
De même en 2006, il assure la tournée Summer Tour. Dans un même temps, il crée sa propre ligne de vêtements et sort une autobiographie intitulée La musique et moi dans laquelle il raconte ses 20 ans d'expérience. La même année, il enregistre le titre Super Freak, une reprise de Rick James de 1981, pour la bande originale du film d'animation Astérix et les Vikings.
Depuis, il connait le succès aux Philippines via une série de films commerciaux.

### Reconversion dans les médias
En 2008, il signe un contrat d'animateur avec ABS CBN. Depuis 2010, il présente Pilipinas Got Talent, la version philippine d'Incroyable talent. Depuis le 14 mars 2015, il présente sa propre émission Your Face Sounds Familiar dans son pays d'origine, les Philippines.
En 2019, il publie le single Filipina Girl, en featuring Marcus Davis & James Reid, issu de son opus Work In Progress, qui sont tous les deux acclamés par la critique.
En 2022, il participe et gagne la saison 12 de l'émission française Danse avec les stars sur TF1 avec la danseuse Fauve Hautot.

### Vie privée
De 2002 à 2004, le chanteur a été en couple avec la chanteuse française Lorie. Cette relation l'a amené à rencontrer Thibault Vernier, cousin de la chanteuse Lorie, qui produira trois de ses singles pendant cette période. 
Billy Crawford s'est marié le 20 avril 2018 sur l'île de Balesin (en), aux Philippines. Sa femme, l'hispano-philippine Coleen García (en), est une véritable star aux Philippines. Mannequin dès son plus jeune âge, la jeune femme a longtemps été animatrice de l'émission de variété It's Showtime où elle a rencontré son futur mari. Le 10 septembre 2020, ils deviennent parents d'un garçon prénommé Amari.

## Récompenses
- 2002 : 
  - NRJ Music Awards : Révélation de l'année
- 2003 : 
  - NRJ Music Awards : Meilleur artiste international
- 2007 : 
  - 15 janvier 2007 : Eastwood Walk of Fame - Billy Crawford (Philippines)
  - 25 novembre 2007 : Famas Award
- 2008 : 
  - 26 mars 2008 : 3rd MYX Music Awards (Philippines)
- 2010 : 
  - Stars Awards : Meilleur présentateur TV
- 2018 : 
  - Wish Awards : Meilleure performance R'n'B
- 2019 :
  - Stars Awards : Meilleur artiste de l'année.

## Discographie

### Albums
| Année                                                                         | Album                                                  | Classement | Classement | Classement | Classement | Classement | Ventes                  | Certifications              |
| Année                                                                         | Album                                                  | BEL        | FRA        | GER        | NL         | SWI        | Ventes                  | Certifications              |
| ----------------------------------------------------------------------------- | ------------------------------------------------------ | ---------- | ---------- | ---------- | ---------- | ---------- | ----------------------- | --------------------------- |
| 1999                                                                          | Billy Crawford - Sortie : 15 juin 1999 - Label: V2     | —          | —          | —          | —          | —          |                         |                             |
| 2002                                                                          | Ride - Sortie : 8 juillet 2002 - Label: V2             | 22         | 7          | 73         | 53         | 17         | - FRA: 320,000–418,200, | - FRA: Platinum - SWI: Gold |
| 2005                                                                          | Big City - Sortie : 12 Avril 2005 - Label: V2          | 32         | 12         | —          | —          | 84         |                         | - PHI: Gold                 |
| 2007                                                                          | It's Time - Sortie : 24 septembre 2007 - Label: MCA    | —          | —          | —          | —          | —          |                         |                             |
| 2009                                                                          | Groove[C] - Sortie : 1 mai 2009 - Label: Universal     | —          | —          | —          | —          | —          |                         | - PHI: Gold                 |
| 2019                                                                          | Work in Progress - Sortie : 22 mars 2019 - Label: Viva | —          | —          | —          | —          | —          |                         |                             |
| "—" denotes releases that did not chart or were not released in that country. |                                                        |            |            |            |            |            |                         |                             |

### EPs
| Année                                                                         | Album                                                            | Classement | Classement | Classement | Classement | Classement | Certifications |
| Année                                                                         | Album                                                            | BEL        | FRA        | GER        | NL         | SWI        | Certifications |
| ----------------------------------------------------------------------------- | ---------------------------------------------------------------- | ---------- | ---------- | ---------- | ---------- | ---------- | -------------- |
| 2013                                                                          | Sky Is the Limit - Sortie : 21 Mai 2013 - Label: Jackpot Records | —          | —          | —          | —          | —          |                |
| "—" denotes releases that did not chart or were not released in that country. |                                                                  |            |            |            |            |            |                |

### Singles
| Année                                                                         | Single                                                      | Classement | Classement | Classement | Classement | Classement | Classement | Classement | Classement | Classement | Ventes          | Certifications  | Album                                                                  |
| Année                                                                         | Single                                                      | AUT        | BEL        | FRA        | GER        | NL         | NZ         | SWE        | SWI        | UK ,       | Ventes          | Certifications  | Album                                                                  |
| ----------------------------------------------------------------------------- | ----------------------------------------------------------- | ---------- | ---------- | ---------- | ---------- | ---------- | ---------- | ---------- | ---------- | ---------- | --------------- | --------------- | ---------------------------------------------------------------------- |
| 1998                                                                          | "Urgently in Love"                                          | —          | —          | 64         | 94         | 90         | 12         | 28         | —          | 48         |                 |                 | Billy Crawford                                                         |
| 1999                                                                          | "Supernatural"                                              | —          | —          | —          | —          | —          | —          | —          | —          | 124        |                 |                 | Billy Crawford                                                         |
| 1999                                                                          | "Mary Lopez"                                                | —          | —          | —          | —          | —          | —          | 15         | —          | 82         |                 |                 | Billy Crawford                                                         |
| 1999                                                                          | "Pokémon Theme 2"                                           | —          | —          | —          | —          | —          | —          | —          | —          | —          |                 |                 | Pokémon: The First Movie Music from and Inspired by the Motion Picture |
| 2001                                                                          | "When You're in Love with Someone"[A]                       | —          | —          | —          | —          | —          | —          | —          | —          | —          |                 |                 | Ride                                                                   |
| 2002                                                                          | "Trackin'"                                                  | 55         | 3          | 5          | 23         | 1          | —          | 33         | 5          | 32         | - FRA: 534,700  | - FRA: Platinum | Ride                                                                   |
| 2002                                                                          | "When You Think About Me"[B]                                | —          | 21         | 14         | 48         | 16         | —          | —          | 24         | —          | - FRA: 125,000+ | - FRA: Gold     | Ride                                                                   |
| 2002                                                                          | "You Didn't Expect That"                                    | —          | 13         | 6          | 82         | 56         | —          | —          | 23         | 35         | - FRA: 250,000  | - FRA: Gold     | Ride                                                                   |
| 2003                                                                          | "Me passer de toi (Someone Like You)"                       | —          | 36         | 11         | —          | —          | —          | —          | 28         | —          | - FRA: 20,000+  |                 | Ride                                                                   |
| 2004                                                                          | "Bright Lights"                                             | —          | 2          | 12         | —          | —          | —          | —          | 46         | —          |                 |                 | Big City                                                               |
| 2005                                                                          | "Steamy Nights"                                             | —          | —          | 42         | —          | —          | —          | —          | —          | —          |                 |                 | Big City                                                               |
| 2007                                                                          | "It's Time"                                                 | —          | —          | —          | —          | —          | —          | —          | —          | —          |                 |                 | It's Time                                                              |
| 2007                                                                          | "Like That"                                                 | —          | —          | —          | —          | —          | —          | —          | —          | —          |                 |                 | It's Time                                                              |
| 2009                                                                          | "Steal Away"[C]                                             | —          | —          | —          | —          | —          | —          | —          | —          | —          |                 |                 | Groove                                                                 |
| 2009                                                                          | "Human Nature"[C]                                           | —          | —          | —          | —          | —          | —          | —          | —          | —          |                 |                 | Groove                                                                 |
| 2010                                                                          | "You've Got a Friend" (featuring Nikki Gil)[C]              | —          | —          | —          | —          | —          | —          | —          | —          | —          |                 |                 | Groove                                                                 |
| 2019                                                                          | "Filipina Girl" (featuring Marcus Davis Jr. and James Reid) | —          | —          | —          | —          | —          | —          | —          | —          | —          |                 |                 | Work in Progress                                                       |
| "—" denotes releases that did not chart or were not released in that country. |                                                             |            |            |            |            |            |            |            |            |            |                 |                 |                                                                        |

Notes
- A^ Song was released in the United States in 2001, and internationally in 2003.
- B^ Song was originally recorded by the Filipino-American girl group One Voice.
- C^ Album and songs were released only in the Philippines, and therefore, did not chart as there are no official albums and singles charts in the Philippines.

## Films et télévision
| Films          | Films                                            | Films                                           | Films                                           |
| Année          | Film                                             | Rôle                                            | Notes                                           |
| -------------- | ------------------------------------------------ | ----------------------------------------------- | ----------------------------------------------- |
| 1988           | Sandakot na Bala                                 |                                                 |                                                 |
| 1988           | Lost Command                                     | David                                           | Crédité en tant que Billy Joe Crawford          |
| 1989           | Pardina at ang mga Duwende                       | Bambi                                           | Crédité en tant que Billy Joe Crawford          |
| 1989           | Pahiram ng Isang Umaga                           | Chad                                            | Crédité en tant que Billy Joe Crawford          |
| 1989           | Bote, Dyaryo, Garapa                             |                                                 | Crédité en tant que Billy Joe Crawford          |
| 1989           | Everlasting Love                                 |                                                 | Crédité en tant que Billy Joe Crawford          |
| 1990           | Kasalanan ang Buhayin Ka                         |                                                 | Crédité en tant que Billy Joe Crawford          |
| 1990           | Dine Dinero                                      |                                                 | Crédité en tant que Billy Joe Crawford          |
| 1991           | Eh Kasi Bata                                     | Daryll                                          | Crédité en tant que Billy Joe Crawford          |
| 2005           | Dominion: Prequel to the Exorcist                | Cheche                                          |                                                 |
| 2012           | Moron 5 and the Crying Lady                      | Isaac Estrada                                   | Billy Crawford's 1st Viva Films movie[Quoi ?]   |
| 2013           | Momzillas                                        | Elwood                                          | Billy Crawford's 1st Star Cinema movie[Quoi ?]  |
| 2014           | Moron 5.2: The Transformation                    | Isaac Estrada                                   |                                                 |
| 2015           | A Second Chance                                  | Pedro                                           |                                                 |
| Télévision     |                                                  |                                                 |                                                 |
| Année          | Titre                                            | Rôle                                            | Notes                                           |
| 1986 - 1994    | That's Entertainment                             | Lui-même                                        |                                                 |
| 1986 - 1992    | Lovingly Yours, Helen                            | Guesting[Quoi ?]                                |                                                 |
| 1989 - 1993    | Coney Reyes on Camera                            | Guesting[Quoi ?] 1997-2008                      | Walang Tulugan with the Master Showman Lui-même |
| 2004           | Totally Spies!                                   | Dean                                            | 1 épisode : saison 3, 1er épisode               |
| 2008 - présent | ASAP                                             | Lui-même                                        |                                                 |
| 2008           | Pinoy Dream Academy                              | Lui-même (invité)                               |                                                 |
| 2009           | Maalaala Mo Kaya                                 | Toto                                            | Épisode Kalendaryo                              |
|                | Your Song                                        | Buboy/Brian Flores                              | Épisode If You're Not the One                   |
| 2010           | Pilipinas Got Talent                             | Lui-même (invité)                               |                                                 |
| 2010           | Wowowee                                          | Lui-même (invité)                               | Invité, co-animateur                            |
| 2010           | Panahon Ko 'to!: Ang Game Show ng Buhay Ko       | Lui-même (invité)                               | Animateur avec Luis Manzano                     |
| 2011           | Pilipinas Got Talent'' (saison 2)                | Lui-même (invité)                               | Animateur                                       |
| 2011 - present | It's Showtime                                    | Lui-même (invité)                               | Animateur/Juge in Tawag ng Tanghalan[Quoi ?]    |
| 2011           | Star Power                                       | Lui-même (invité)                               | Juge                                            |
| 2012           | Pilipinas Got Talent (saison 3)                  | Lui-même (invité)                               | Animateur                                       |
| 2013           | Pilipinas Got Talent (saison 4)                  | Lui-même (invité)                               | Animateur                                       |
| 2015           | Your Face Sounds Familiar                        | Lui-même (invité)                               | Animateur                                       |
| 2015           | Sabado Badoo                                     | Lui-même crédité en tant que Billy Joe Crawford | Apparition en caméo                             |
| 2015           | Your Face Sounds Familiar (Philippines saison 2) | Lui-même                                        | Animateur                                       |
| 2015           | Celebrity Playtime                               | Lui-même                                        | Animateur                                       |
| 2016           | Pilipinas Got Talent (saison 5)                  | Lui-même                                        | Animateur                                       |
| 2016           | Pinoy Boyband Superstar                          | Lui-même                                        | Animateur                                       |
| 2017           | Your Face Sounds Familiar Kids (saison 1)        | Lui-même                                        | Animateur                                       |
| 2020 - présent | Masked Singer Pilipinas                          | Lui-même                                        | Animateur                                       |
| 2022           | Danse avec les stars (TF1)                       | Lui-même                                        | Candidat (vainqueur)                            |

## Publication
- La musique et moi (Music & Me) : autobiographie, 2006.